# Typhon 16

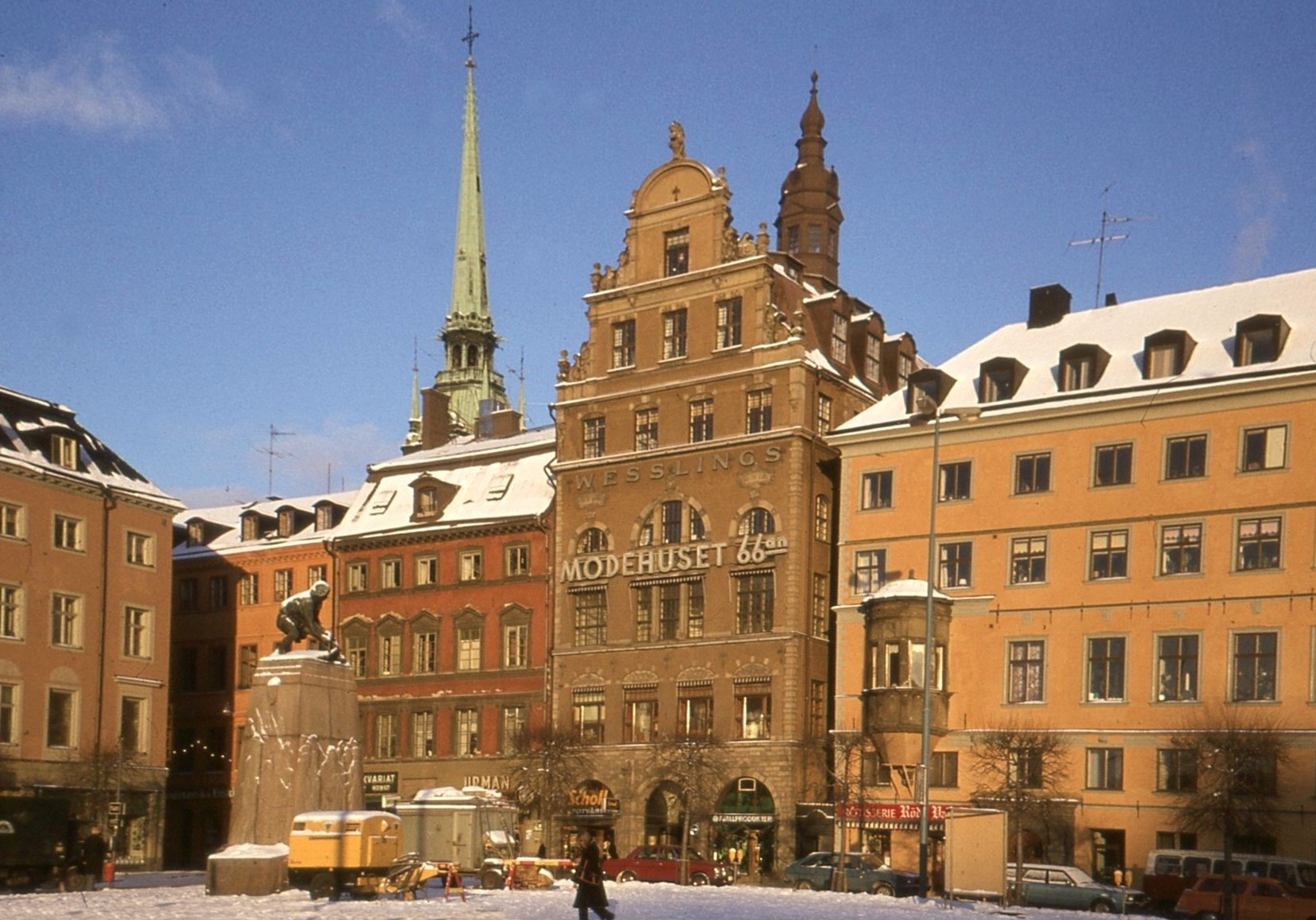
"Modehuset 66an" 1978.

Typhon 16 är en fastighet i kvarteret Typhon i Gamla stan i centrala Stockholm.  Fastigheten sträcker sig genom kvarteret från Kornhamnstorg till Västerlånggatan. Byggnaden kallades även Modehuset 66an efter adressen Västerlånggatan 66. Under många år fanns en stor skylt med denna text på fasaden mot Kornhamnstorg.

## Historik

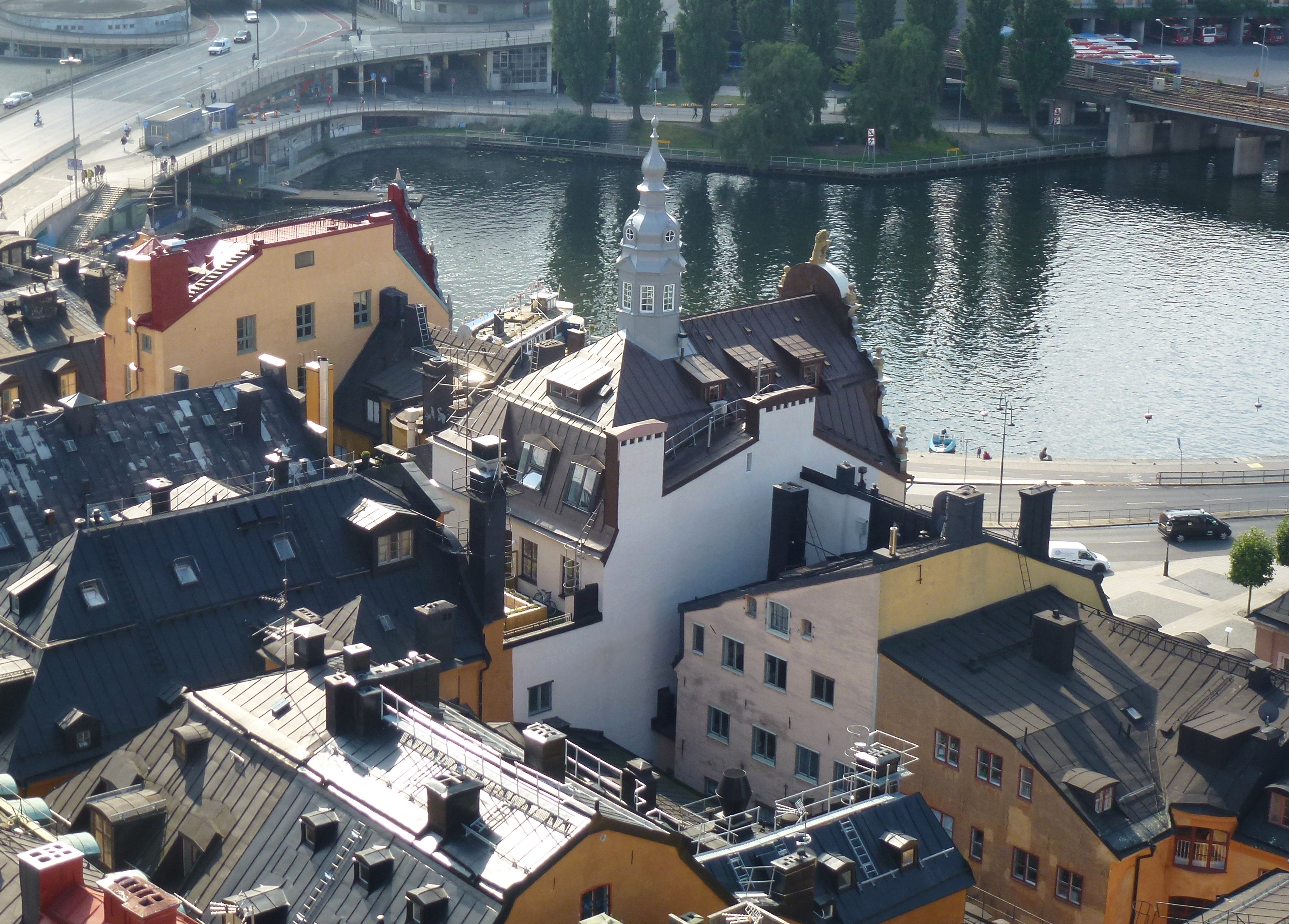
Vy från Tyska kyrkans torn, 2012.

Vid Västerlånggatan fanns redan ett hus från 1647 medan byggnaden mot Kornhamnstorg uppfördes 1906 enligt arkitekten Edward Ohlssons ritningar. Det äldre och det nya huset sammanbyggdes då. Edward Ohlsson skapade en rik utsmyckad byggnad med en hög trappgavel, som vänder sin ljusputsade fasad mot Kornhamnstorg.
Det nya huset mot Kornhamnstorg utformades som ett handelshus med butiker i flera plan. I samband med att den nya byggnaden uppfördes skapades en passage genom fastigheten och här i inreddes Kornhamns-Biografen, vilken var Gamla stans enda biograf från 1908 fram till nedläggningen 1927. På 1970-talet var fasaden mot Kornhamnstorg smutsigt brun. Efter en omfattande fasadrenovering fick byggnadens yttre sin forna glans tillbaka.
Åren 1963-1994 fanns en arkitektverksamhet i huset som kallade sig "P Celsing - B Jonson - N Tesch Arkitektkontor" efter arkitekterna Peter Celsing, Bengt H. Jonson och Nils Tesch. Verksamheten drevs även efter Celsings och Teschs död.
Passagen är bevarad och innehåller både butiker och serveringar liksom entré till fastighetens övre plan. På de övre planen finns såväl kontor som bostäder.

## Bilder

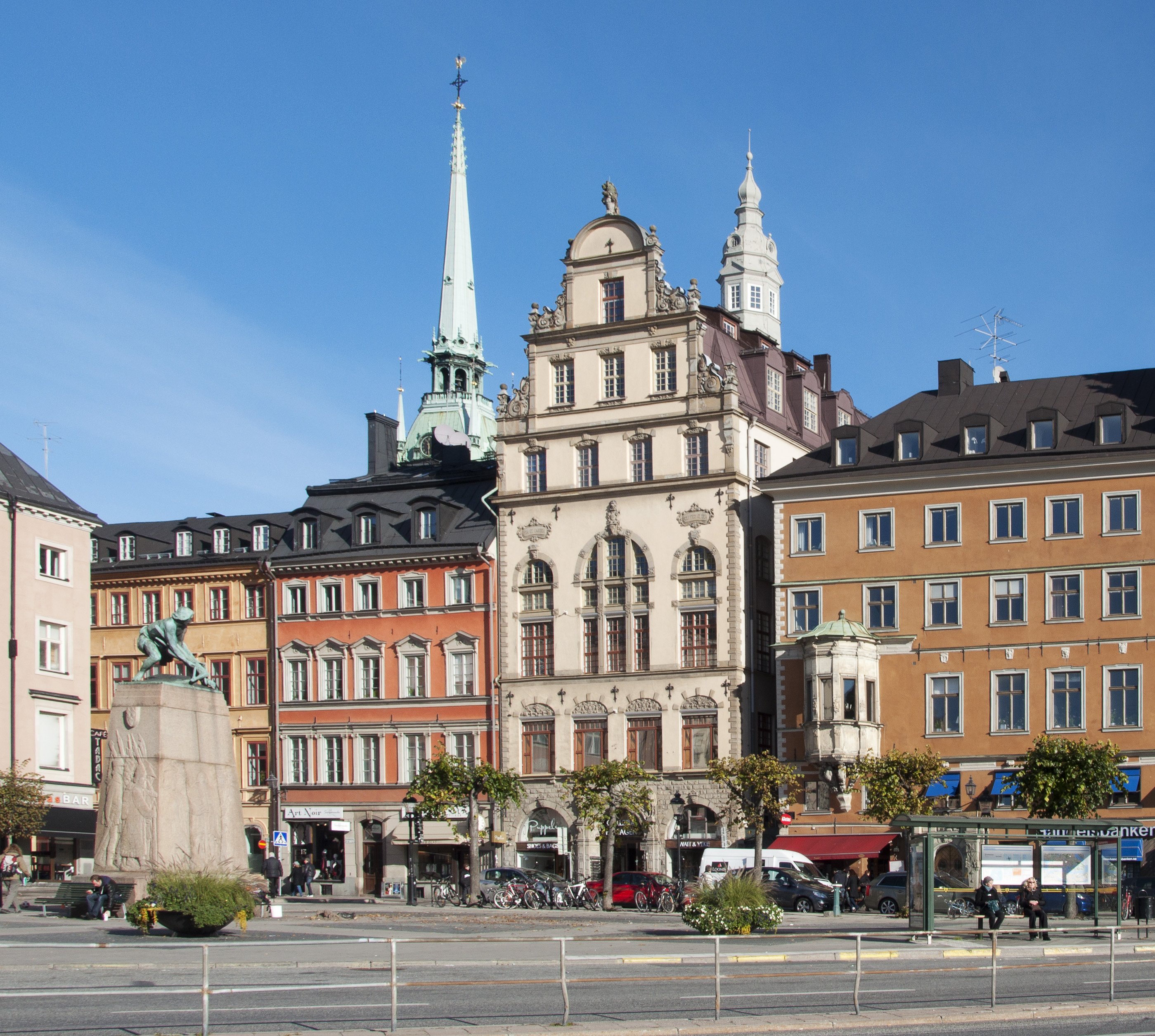
Byggnadens renoverade gavelfasad mot Kornhamnstorg 2010.
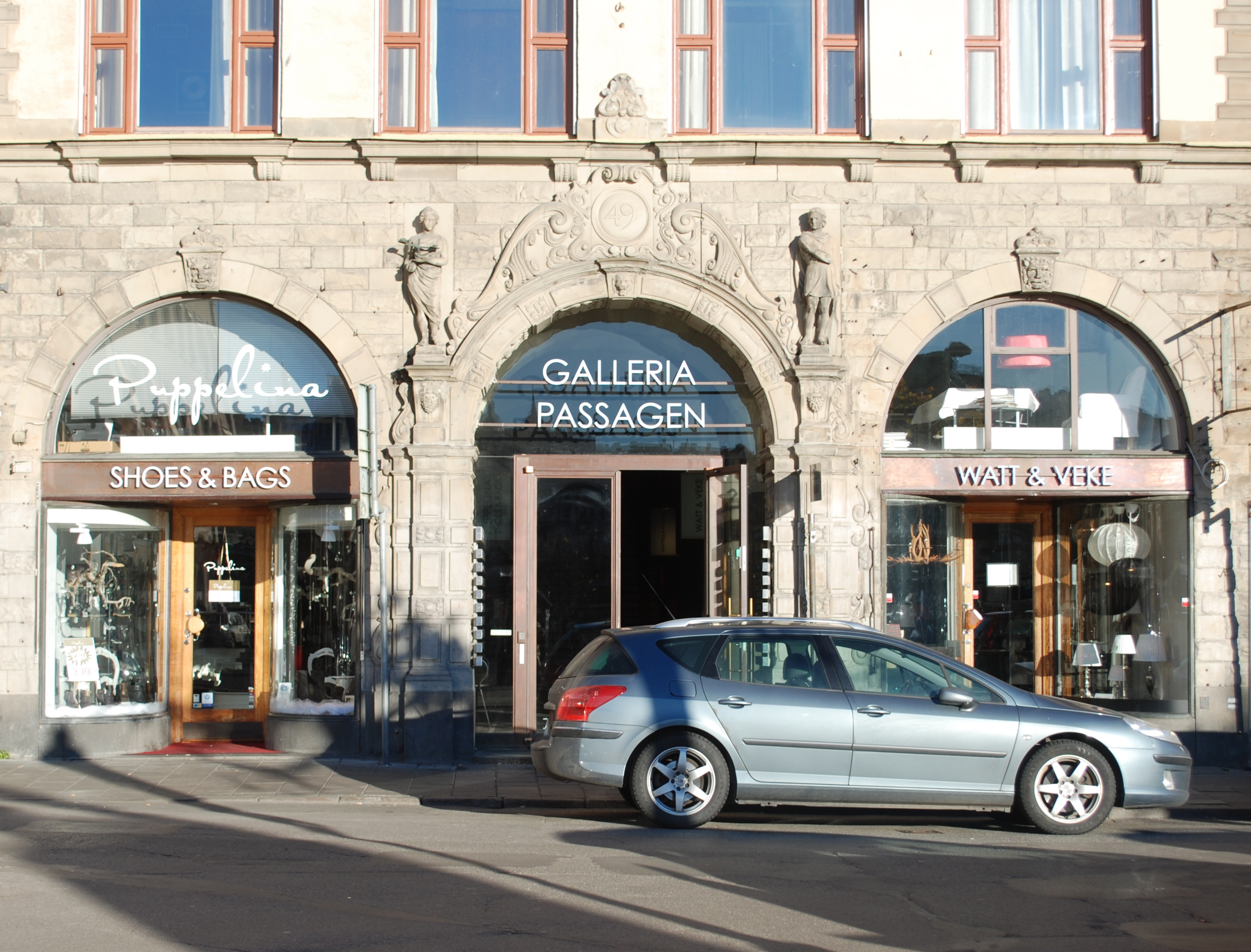
Ingång till passagen från Kornhamnstorg.
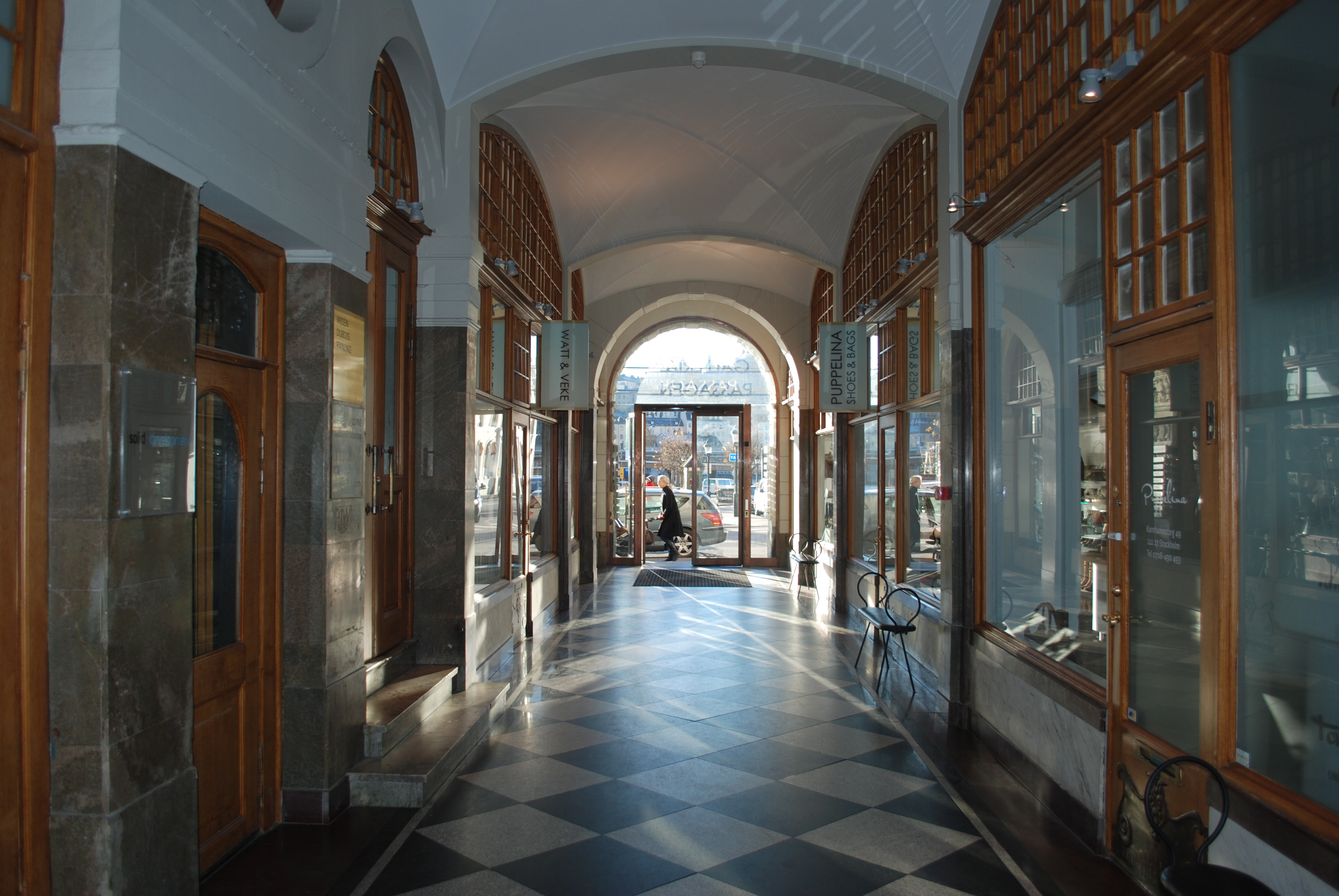
Passagen, vy mot Kornhamnstorg.
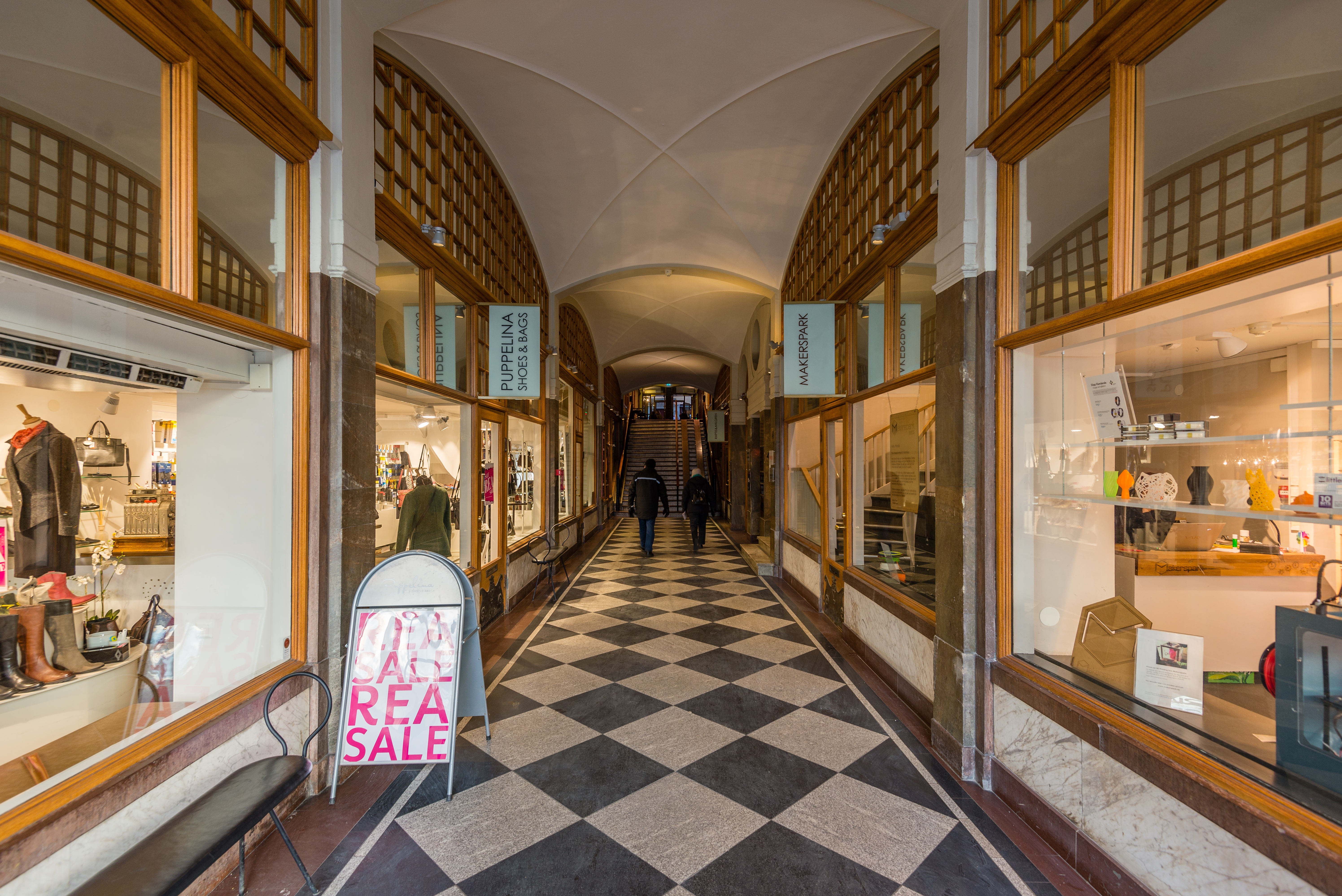
Passagen, vy mot Västerlånggatan.
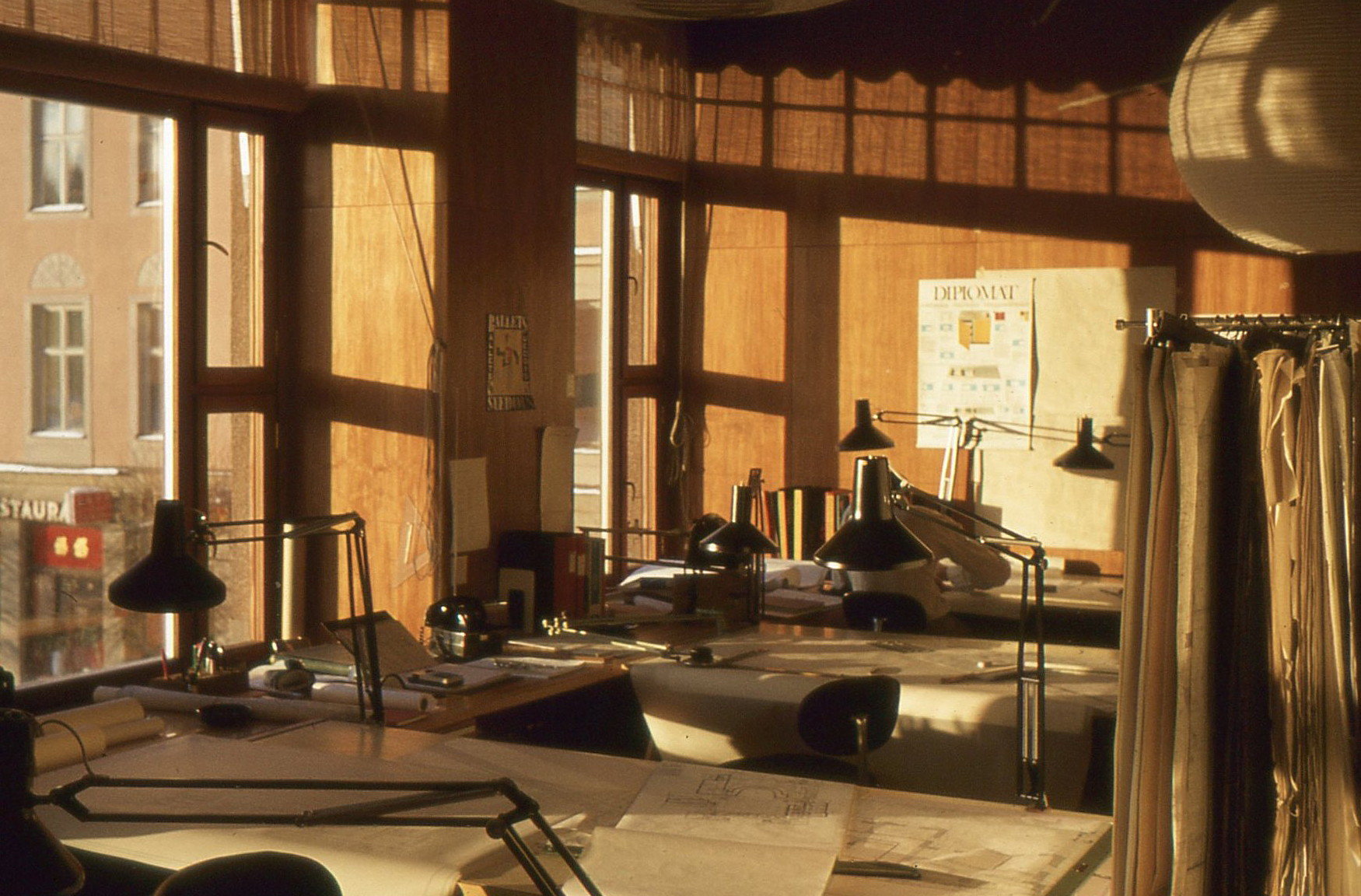
Bengt H. Jonsons arkitektkontor på våning 1 tr. 1978.